# كريستيان وينثر
كريستيان وينثر (بالدنماركية: Christian Winther)‏ هو كاتب وشاعر دنماركي، ولد في 29 يوليو 1796 في زيلاند في الدنمارك، وتوفي في 30 ديسمبر 1876 في باريس في فرنسا.

## وصلات خارجية
- كريستيان وينثر على موقع الموسوعة البريطانية (الإنجليزية)